# ميلان ديفيدوف
ميلان ديفيدوف هو لاعب كرة قدم صربي في مركز الوسط، ولد في 1 يونيو 1979 في Odžaci ‏ في صربيا. لعب مع زالايغيرزيغي تورنا إغيليت ونادي فويفودينا وهايدوك كولا.

## وصلات خارجية
- ميلان ديفيدوف على موقع قاعدة بيانات كرة القدم.إي يو (الإنجليزية)
- ميلان ديفيدوف على موقع Soccerway.com (الإنجليزية)
- ميلان ديفيدوف على موقع عالم كرة القدم.نت (الإنجليزية)